# 20195 Mariovinci
20195 Mariovinci este o planetă minoră (asteroid), cu un diametru de 4,412 km, din centura de asteroizi. A fost descoperită pe 30 ianuarie 1997 la stazione osservativa di Asiago Cima Ekar⁠(d) de Ulisse Munari⁠(d). 
Obiectul prezintă o orbită caracterizată de o semiaxă mare de 2,7161374 UAi, o excentricitate de 0,1, o înclinație de 8,2844 ° în raport cu ecliptica.